# تایچیرو هیروکاوا
تایچیرو هیروکاوا (به انگلیسی: Taichirō Hirokawa) صداپیشه و راوی ژاپنی بود. او در ۱۵ فوریه ۱۹۳۹ در توکیو به دنیا آمد و در ۳ مارس ۲۰۰۸ در شیبویا-کو، توکیو بر اثر سرطان درگذشت.